# 立陶宛共产党
立陶宛共产党（羅馬化：Kommunisticheskaya partiya Litvy）是立陶宛历史上的一个共产主义政党。

## 历史
该党成立于1918年10月。1919年3月–1920年9月，该党一度与白俄罗斯共产党（布尔什维克）合并为立陶宛和白俄罗斯共产党（布尔什维克）。在1940年以前，该党一直处于非法状态。
1940年，苏联占领立陶宛后，该党成为全联盟共产党（布尔什维克）的立陶宛分支，改名为立陶宛共产党（布尔什维克），并作为立陶宛苏维埃社会主义共和国的执政党。1952年，该党又采用最初的名称。
1989年，波罗的海三国发生名为“歌唱革命”的群众抗议活动。受此影响，立陶宛共产党宣布脱离苏联共产党领导。1990年该党重组为立陶宛民主劳动党。2001年，该党并入立陶宛社会民主党。
1990年，忠于苏联共产党的立陶宛共产党党员组成“立陶宛共产党（基于苏共纲领）”。该党在1991年立陶宛一月事件中扮演重要角色，组织了立陶宛苏维埃社会主义共和国救国委员会。1991年八一九政变失败后，该党被立陶宛当局禁止活动。后来，该党的一些党员重建“立陶宛共产党”，在地下运作，并参加共产党联盟—苏联共产党。

## 历任第一书记
1. 安塔纳斯·斯涅奇库斯（1940年7月21日—1974年1月22日）
2. 皮亚特拉斯·格里什基亚维丘斯（1974年2月18日—1987年11月14日）
3. 林高达斯-布罗尼斯洛瓦斯·松盖拉（1987年12月1日—1988年10月19日）
4. 阿尔吉尔达斯·布拉藻斯卡斯（1988年10月19日—1990年12月8日，1989年12月23日起为独立的立陶宛共产党的第一书记）
5. 米科拉斯·布罗基亚维丘斯（1989年12月23日—1991年8月23日，立陶宛共产党（基于苏共纲领）的第一书记）